# DNP3
DNP3 (Distributed Network Protocol) ist ein offizieller Kommunikationsstandard für die Fernwirktechnik (siehe auch Fernwirken). Das Protokoll wird als allgemeines Übertragungsprotokoll zwischen Leitsystemen und Fernbedienungsterminals eingesetzt.
Die Nachrichten werden typischerweise über serielle Verbindungen übertragen (ITU-T V.24 (EIA-232)/ITU-T V.28 (EIA-422)).
Um aktuellen Entwicklungen Rechnung zu tragen, wurde nachträglich DNP3 over LAN/WAN definiert. Diese Variation des Protokolls (die Telegramme blieben unverändert, nur das Medium wurde geändert) überträgt die Nachrichten über das Internetprotokoll TCP/IP oder UDP/IP.
Das Fernwirkprotokoll DNP3 wird von der DNP Users Group standardisiert und weiterentwickelt. Die DNP Users Group besteht aus Herstellern und Anwendern von Geräten mit diesem Fernwirkprotokoll.
Gegenüber anderen Fernwirkprotokollen ist noch die Existenz von Abnahmeprozeduren hervorzuheben, mit deren Hilfe die Implementierungen getestet oder auch offiziell von der DNP3 Users Group zertifiziert werden kann.

## Geschichte
Das Protokoll wurde ursprünglich von Harris (später GE Harris, heute GE Energy) unter dem Namen DNP V3.00 entwickelt und definiert, dann 1993 an die DNP Users Group zur Weiterentwicklung und Pflege übergeben. Der ursprüngliche Standard ist in den Basic 4 Documents definiert. Die DNP Users Group bringt jedoch jährlich Technical Bulletins mit Konkretisierungen und Weiterentwicklungen des Standards raus. Auf welchem Stand eine DNP3-Implementierung in einem Gerät oder einem Leitsystem aufbaut, wird durch das Anhängen der Jahreszahl an den Protokollnamen dokumentiert. Also z. B. DNP3-1999 oder DNP3-2004.

## Aufbau des Protokolls
- Data Link Layer: Verbindungsschicht zur sicheren Übertragung von Telegrammen
- Transport Layer: Aufspalten in und Zusammenfügen von Segmenten in Fragment des Application Layer
- Application Layer: Empfängt Fragment von der Gegenstation, führt diese aus und sendet ein Antwortfragment zurück

## Anwender
Das Protokoll DNP3 ist in vielen Geräten bzw. Systemen von verschiedenen Herstellern zu finden. Bekannte Hersteller sind:
- CODESYS
- COPA-DATA
- Asea Brown Boveri
- Enercon
- Foxboro
- GE Energy
- Siemens AG
- Schneider Electric
- Rockwell Automation
- WAGO
- Beck-IPC